# دوردريخت
دوردريخت Dordrecht  هي مدينة وبلدية غرب هولندا، في مقاطعة جنوب هولندا. وتعتبر رابع أكبر مدينة في المقاطعة، وتبلغ مساحتها 79 كلم مربع، تعتبر المدينة جزء من راندستاد، ودودريخت هي اقدم مدينة في مقاطعة هولندا.

## طوبوغرافيا
خريطة طوبوغرافية هولندية لبلدية دوردريخت، سبتمبر 2014، (تقرأ بعد ثلاث نقرات على الخريطة).
في مدينة دوردريخت أقامت هولندا منتزها سياحيا به نموذج مصغر من سفينة نوح، يزورها العديد من السياح كل عام.

## توأمة
لدوردريخت اتفاقيات توأمة مع كل من:
- فارنا (2001 - )
- ركلنهاوزن (1974 - )
- هيستينغز (1982 - )
- باميندا (1993 - )
- Dordrecht, South Africa [الإنجليزية]‏ منذ (2006 - )

## أعلام
- ديريك الرابع، كونت هولندا
- نيكولاس بلومبرجن
- كيس مينديرز
- ديريك السابع، كونت هولندا
- بيت بنت

## اقرأ أيضا
- لقاء السفينة